# Parafia św. Piusa V w Dęblinie
Parafia św. Piusa V w Dęblinie – rzymskokatolicka parafia w Dęblinie.
Parafia istnieje od 1929 r. Pierwszą świątynią parafii był drewniany kościół (dawna cerkiew), który przeniesiono z Łosic, a na jego miejscu wybudowano w latach 1975-1981 murowany. W 1987 drewniany kościół przeniesiono do nowo utworzonej parafii Chrystusa Miłosiernego.
Z wieży tego kościoła rozpościera się rozległy widok na okolice, sięgający Puław i Lubartowa.
Terytorium parafii obejmuje jedynie część Dęblina.